# In allen meinen Taten, BWV 97

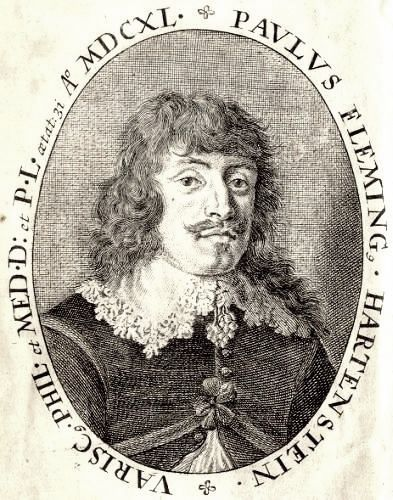
Paul Fleming, autor del himno en que se basa la cantata.

In allen meinen Taten, BWV 97 (En todas mis acciones) es una cantata de iglesia escrita por Johann Sebastian Bach en Leipzig en 1734 para una ocasión sin especificar. Está basada en el himno "In allen meinen Taten" escrito por Paul Fleming en 1642.

## Historia
Bach compuso esta obra durante su estancia como Thomaskantor en Leipzig en 1734, alrededor de una década después de su ciclo anual de cantatas, en el mismo año que su Oratorio de Navidad, BWV 248, un año después que el Kyrie y Gloria de la posterior Misa en si menor, BWV 232. El propio Bach dató el manuscrito, sin embargo no especificó la ocasión. La obra pudo haber sido originalmente compuesta para una boda, porque la partitura muestra al principio del séptimo movimiento las palabras tachadas nach der Trauung (después de la boda). Una copia posterior menciona el quinto domingo después de la Trinidad. Además del estreno que probablemente tuvo lugar en 1734, se han documentado al menos dos interpretaciones posteriores entre 1735 y 1747.

## Análisis

### Texto
El texto está formado por nueve estrofas sin modificar procedentes del himno "In allen meinen Taten" escrito por Paul Fleming en 1642. Los seis versos de cada estrofa riman por pares: 1 y 2, 4 y 5, 3 y 6. El texto fue escrito en 1633 al comienzo de una "larga y peligrosa travesía" hacia Moscú y refleja un "inicio en nombre de Dios". Bach estructuró las nueve estrofas en el mismo número de movimientos, enmarcando una secuencia de arias y recitativos con un coro de apertura y un coral de cierre.

### Instrumentación
La obra está escrita para cuatro voces solistas (soprano, alto, tenor y bajo), un coro  a cuatro voces;  dos oboes, fagot, dos violines, viola y bajo continuo.

### Estructura
Consta de nueve movimientos.
1. Coro: In allen meinen Taten
2. Aria (bajo): Nichts ist es spat und frühe
3. Recitativo (tenor): Es kann mir nichts geschehen
4. Aria (tenor): Ich traue seiner Gnaden
5. Recitativo (alto): Er wolle meiner Sünden
6. Aria (alto): Leg ich mich späte nieder
7. Aria dúo (soprano, bajo): Hat er es denn beschlossen
8. Aria (soprano): Ich hab mich ihm ergeben
9. Coral: So sei nun, Seele, deine

En los dos movimiento corales Bach empleó la melodía del himno, pero compuso música no relacionada con dicha melodía en los demás movimientos de esta obra. El poeta escribió un texto que encajara bien con la conocida melodía "Innsbruck, ich muß dich lassen" de Heinrich Isaac. Bach la había utilizado en dos ocasiones en su Pasión según San Mateo, BWV 244, en los movimientos 10 (Ich bin's, ich sollte büßen) y 37 (Wer hat dich so geschlagen).
En consonancia con un principio, Bach establece la fantasía coral inicial al estilo de una obertura francesa en una secuencia lenta - rápida (fuga), como lo había hecho ya en 1714 en Nun komm, der Heiden Heiland, BWV 61 para el comienzo de un nuevo año litúrgico. La sección lenta, marcada con la indicación grave, es instrumental y sigue un ritmo con puntillo. En la sección rápida, marcada con la indicación vivace, la orquesta interpreta una fuga en la que la soprano interpreta el cantus firmus de la melodía línea por línea en notas largas, mientras que las voces graves participan en la imitación de los motivos instrumentales. Tras la última línea todas las voces se unen en una "urgente declaración homofónica y conclusiva".
Bach configuró los movimientos intermedios, llamados versus (estrofa en latín), como cinco arias y dos recitativos, utilizando las voces desde la más grave a la más aguda, aumentado la instrumentación desde el continuo a los instrumentos obbligato. Mantuvo la estructura del texto, en dos partes, en todos estos movimientos excepto el dúo que muestra una forma da capo modificada. Los recitativos se mantienen sencillos, el primero (versus 3) es secco; el segundo (versus 5) es acompañado por la cuerda. El versus 2 es introducido por un ritornello del continuo sobre un tema que después toma el bajo. El versus 4 es iluminado por una virtuosística parte de violín, posiblemente como una imagen de la gracia de Dios en Ich Traue seiner Gnaden  (Confío en su gracia). John Eliot Gardiner compara la composición para violín a la que se puede apreciar en sus Sonatas y partitas para violín solo. La cuerda abre el versus 6 con motivos que ilustran el descanso y el movimiento, que es obvio cuando la voz de alto canta Leg ich mich späte nieder Erwache frühe wieder (Me acueste tarde o temprano me levante), "lieg oder ziehe fort" (yazga o camine). El versus 7 está dispuesto en forma de dúo con continuo. El ritornello comienza con un tema más tarde utilizado también por las voces y termina sobre un motivo característico que ilustra la resolución de "... entonces yo dócilmente a mi destino iré". En la última aria los oboes sirven de base a la soprano que canta en extensos melismas "A Él me he entregado".
En el coral de cierre la cuerda toca tres partes independientes además de las cuatro partes vocales, mientras que los oboes interpretan la melodía del coral, en palabras de Gardiner "aumento de la luminiscente armonía". Denominado por Dürr hymnische Krönung (coronación hímnica), el movimiento equilibra el primer movimiento y da más peso al texto de resumen de la estrofa final, "Consuélate, pues, alma mía, y confía solo en Aquel que te ha creado".

## Discografía selecta
De esta pieza se han realizado una serie de grabaciones entre las que destacan las siguientes.
- 1974 – Die Bach Kantate Vol. 69 BWV 157, 150, 97. Helmuth Rilling, Gächinger Kantorei, Bach-Collegium Stuttgart (Hänssler)
- 1979 – J.S. Bach: Das Kantatenwerk Vol. 5. Nikolaus Harnoncourt, Tölzer Knabenchor, Concentus Musicus Wien (Teldec)
- 1999 – Bach Edition Vol. 9: Cantatas Vol. 1. Pieter Jan Leusink, Holland Boys Choir, Netherlands Bach Collegium (Brilliant Classics)
- 2000 – Bach Cantatas Vol. 25. John Eliot Gardiner, Monteverdi Choir, English Baroque Soloists (Soli Deo Gloria)
- 2002 – J.S. Bach: Complete Cantatas Vol. 21. Ton Koopman, Amsterdam Baroque Orchestra & Choir (Antoine Marchand)
- 2012 – J.S. Bach: Cantatas Vol. 53 BWV 9, 97, 177. Masaaki Suzuki, Bach Collegium Japan (BIS)